# NEWPOWER
株式会社NEW POWERは、2013年設立の芸能事務所である。

## 所属タレント
- 平子理沙
- 唯花
- 森友里恵
- ギャビー
- 横田ひかる
- 篠崎彩音
- 三木サラ
- 田中アリナ
- 平子ジアニ
- ミシェル
- JULIA
- 粕谷聡子
- 山本華